# SN 1998ax
SN 1998ax – supernowa typu Ia odkryta 22 marca 1998 roku w galaktyce A105716-0333. W momencie odkrycia miała maksymalną jasność 22,30m.